# Juana Sutton
Juana Sutton née le 7 février 1912 à Los Angelès en Californie et morte le 7 octobre 2004 à San Diego est une actrice qui a joué comme personnage secondaire dans Les Temps modernes de Charlie Chaplin.
Début 1939 elle résilie son contrat avec la MGM et rejoint en Chine le futur Contre Amiral William Alden Brockett (il est alors Lieutenant) pour l'épouser. Cela marquera la fin de sa carrière.
Ils auront 2 enfants. Willam A. Brockett  décèdera le 23 septembre 1984

## Filmographie
- 1935 : L'Enfer de Harry Lachman : Marie de Medicis
- 1936 : Les Temps modernes de Charlie Chaplin : Charlot prend les boutons de sa robe pour des écrous.
- 1936 : King of Burlesque de Sidney Lanfield : une danseuse
- 1936 : Héros d'un soir d'Allan Dwan: une danseuse